# Choky Ice
Choky Ice (sinh ngày 23 tháng 4 năm 1972) là một diễn viên khiêu dâm người Hungary, được biết đến là một người mẫu trước khi tham gia vào ngành công nghiệp Phim khiêu dâm
Attila Csáky làm việc với tên là Choky Ice trong hàng loạt bộ phim người lớn với nhiều cảnh nóng khác nhau.
Anh cho biết rất tự hào với công việc này và thậm chí bố mẹ anh cũng khuyến khích anh ấy.
Anh ta dự định đạo diễn một bộ phim của riêng mình
Năm 2009 anh thắng giải  Hot d'Or cho nam diễn viên khiêu dâm châu Âu xuất sắc nhất trong Sex and High Speed
Hiện anh đã tham gia hơn 600 bộ phim người lớn